# Oscarinus spiniclypeus
Oscarinus spiniclypeus är en skalbaggsart som beskrevs av Hinton 1934. Oscarinus spiniclypeus ingår i släktet Oscarinus och familjen Aphodiidae. Inga underarter finns listade i Catalogue of Life.